# Yucca mixtecana
Yucca mixtecana är en sparrisväxtart som beskrevs av García-mend. Yucca mixtecana ingår i släktet palmliljor, och familjen sparrisväxter. Inga underarter finns listade i Catalogue of Life.

## Bildgalleri

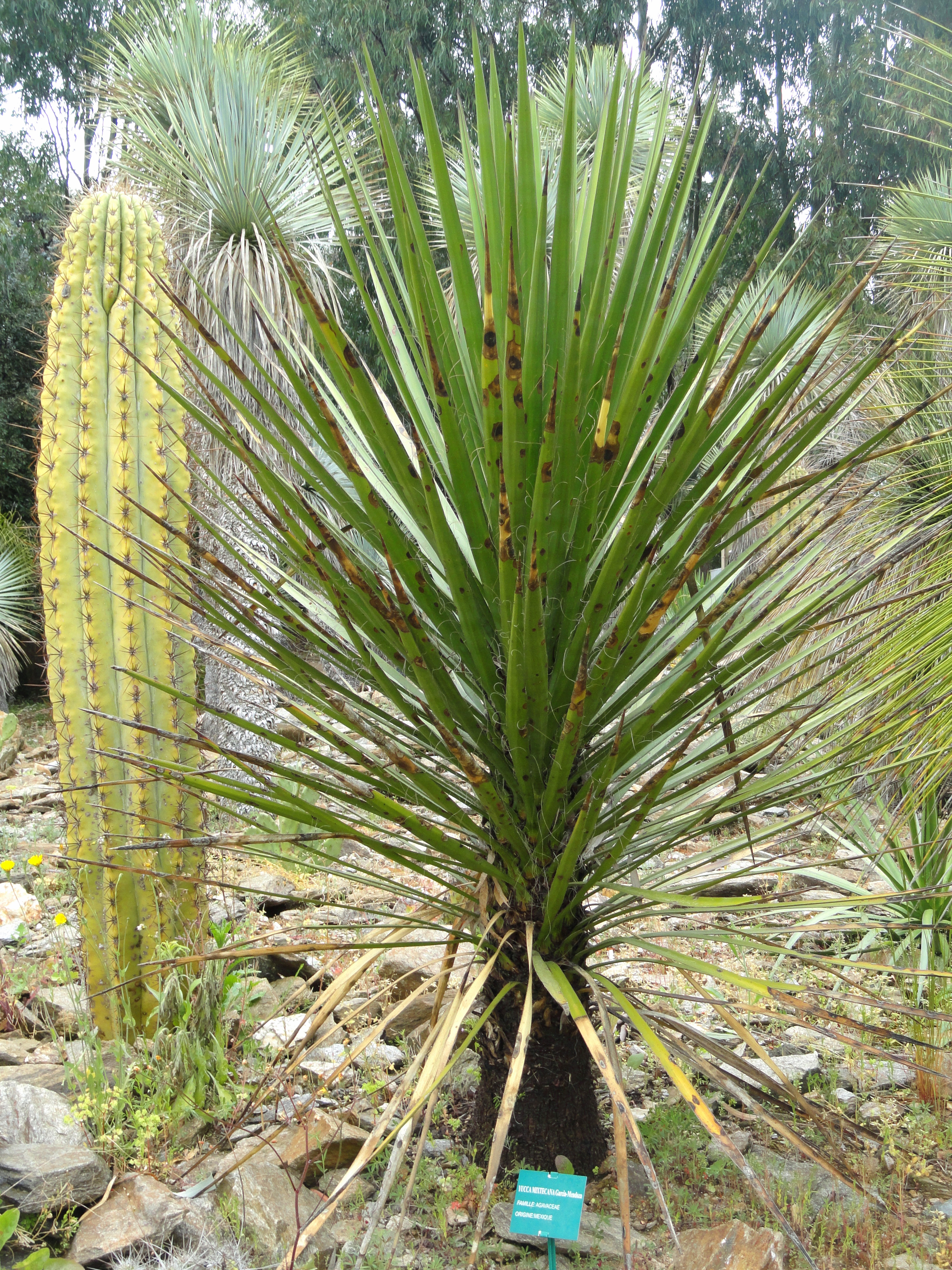
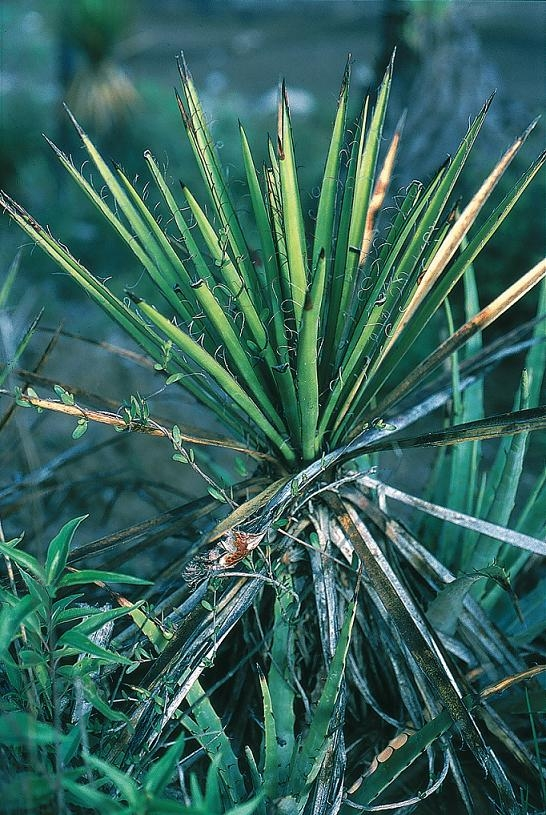
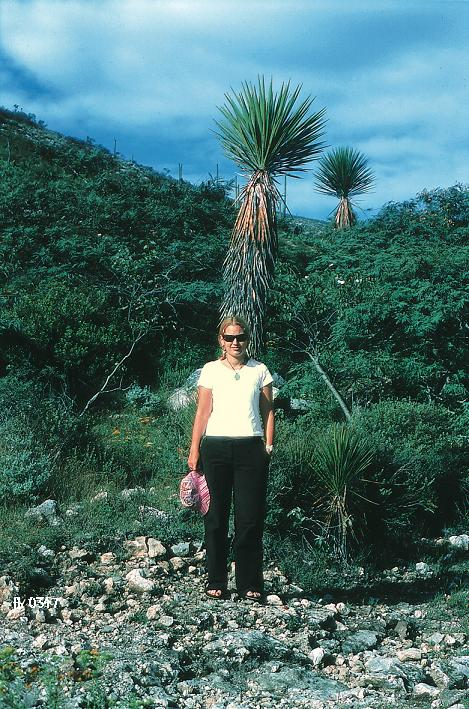
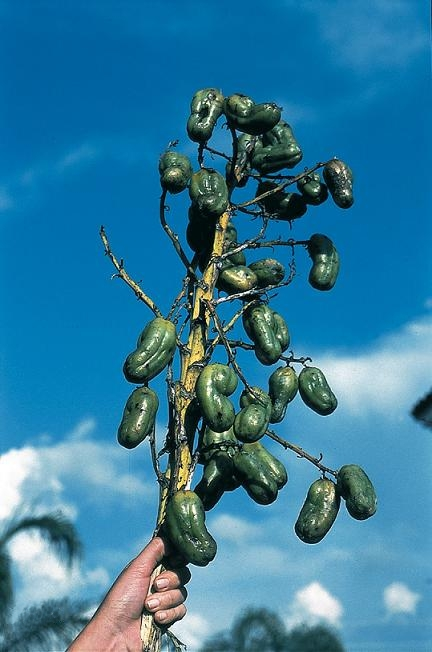